# Manifattura di Aubusson
La Manifattura di Aubusson, nel Dipartimento della Creuse, nel 2009 è stata iscritta dall'UNESCO nel Patrimonio culturale immateriale dell'umanità. Fu inglobata nel 1665 nella Manifacture Royale des Tapisseries.

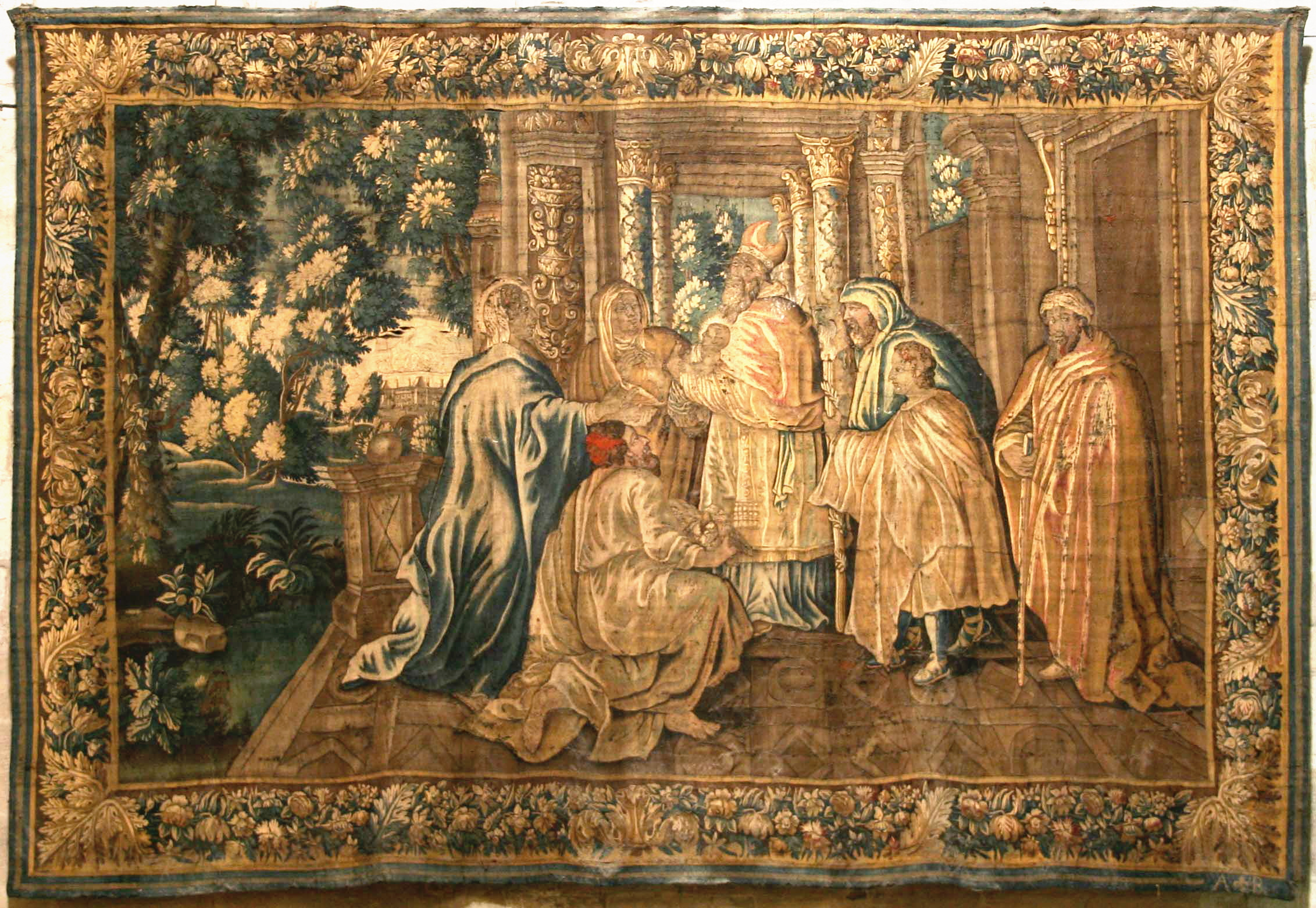
Arazzi Aubusson-Arles

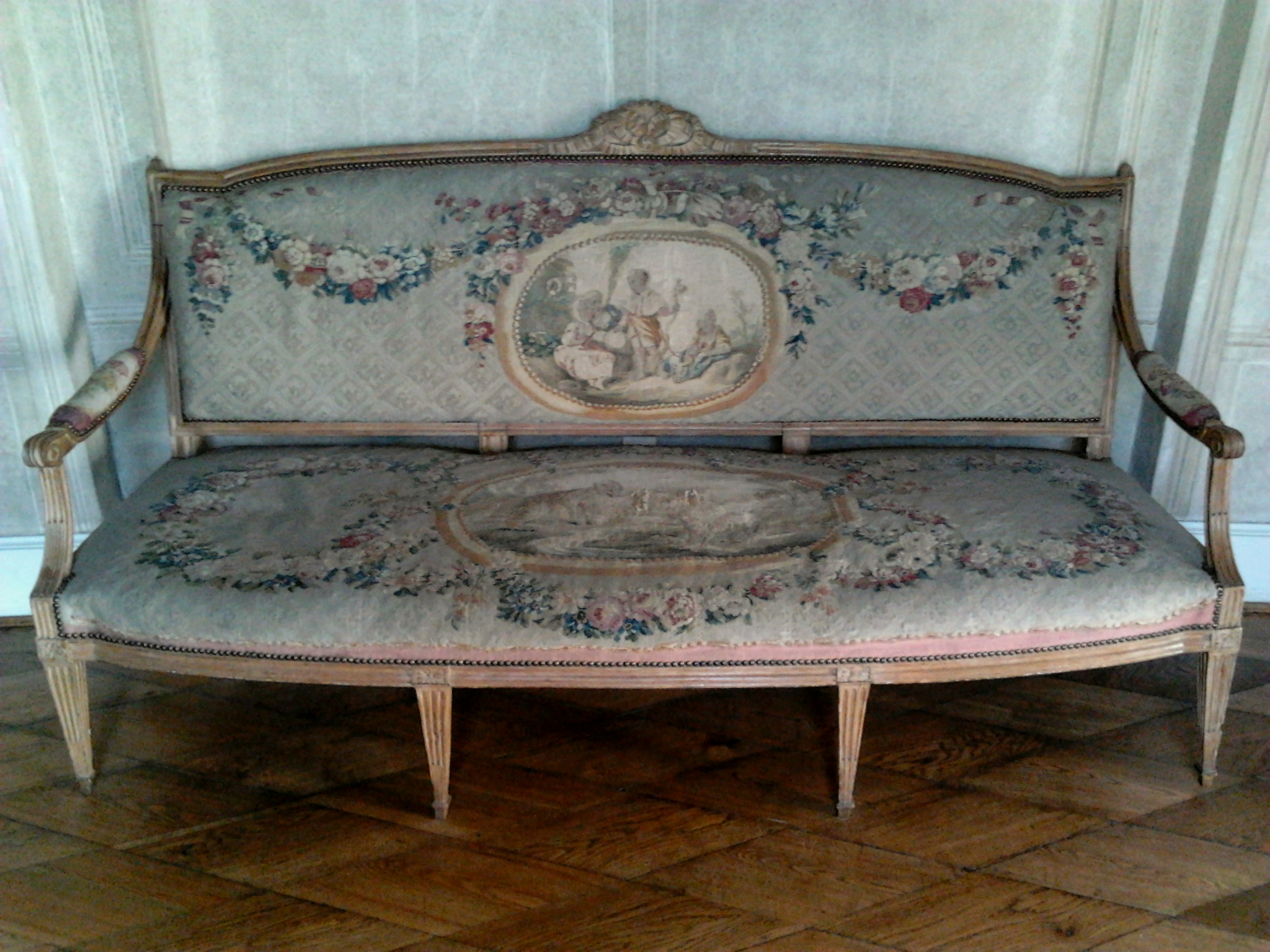
Sofà francese secolo XVIII ricoperto con tappezzeria Aubusson

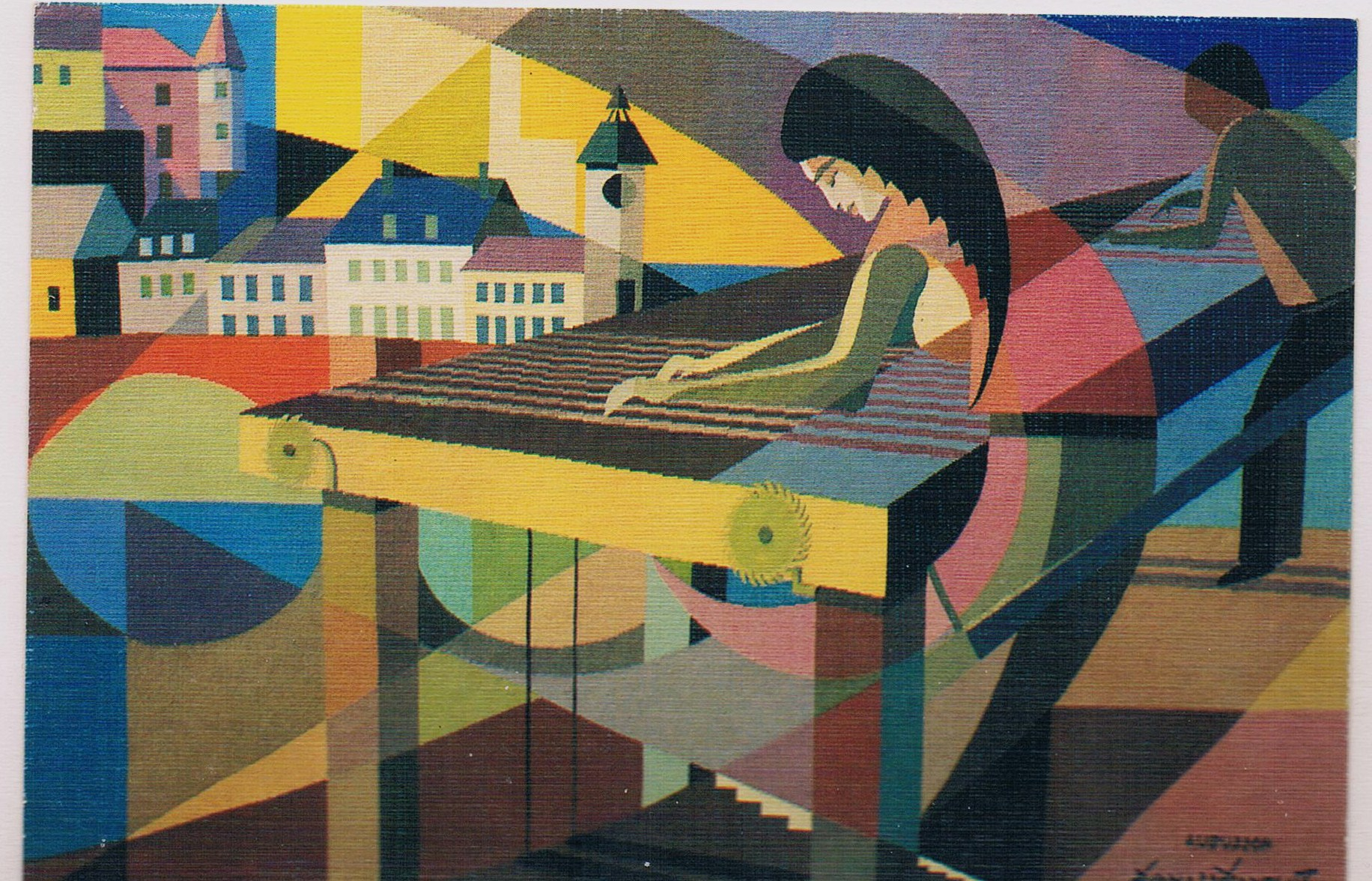
Arazzo di Aubusson (Collezione Picaud)

## Descrizione e storia
Le origini sono incerte. Sembra che un gruppo di tessitori d'arazzo fiamminghi si siano spostati nella zona di Aubusson, usando le acque del fiume Creuse per lavare e sgrassare la loro lana e per preparare i colori di tintura. La presenza sul luogo di numerosi greggi invogliò questi operai tessitori a fermarsi. L'influenza fiamminga fu sempre presente nella Manifattura di Aubusson: stessa tecnica del basso liccio e stessa santa patrona: Santa Barbara. I primi documenti risalgono al XIV secolo.
Nei primi tempi ad Aubusson si producevano verdure, cioè paesaggi con boschi, che divennero presto una caratteristica distintiva della manifattura.
Nel Cinquecento furono tessute scene di caccia al liocorno, al leone, al cinghiale, al cervo, ma anche episodi tratti dall'Antico Testamento, dalla Mitologia, dalla storia di Francia. La Manifattura di Aubusson ricevette 1665 il titolo di Manifattura Reale, grazie alla decisione dell'influente ministro Jean-Baptiste Colbert.

### Artisti per i cartoni d'arazzo
I cartons de tapisserie erano dipinti ad olio oppure a tempera, su carta o su tela dai pittori cartonniers, artisti specializzati che creavano disegni atti a essere utilizzati poi come modelli dagli artigiani tessitori.
Celebri pittori dipinsero cartoni d'arazzo, tra cui Jean-Baptiste Oudry (1686-1755) che per l'atelier Picqueaux disegnò i cicli delle Metamorfosi di Ovidio e delle Favole di La Fontaine: nominato direttore artistico della Manifattura di Beauvais nel 1734 e più tardi di quella di Gobelins, Oudry ebbe grande influenza nell'arazzeria francese. François Boucher (1703-1770) ispirò ai tessitori d'arazzo scene pastorali e mitologiche. Antoine Watteau, il pittore rococò Jean-Baptiste Huet, Charles Le Brun e Jacques-Nicolas Julliard (1715-1790) (un alunno di Boucher che collaborò dal 1755), fornirono modelli e spunti. Collaborò coi tessitori anche Jacques Barraband (1768-1809), pittore e illustratore, famoso come autore dei disegni per la Storia naturale degli uccelli in Africa di Le Vaillant e discendente da una famiglia di fabbricanti di arazzi di Aubusson. Dalla scuola di arazzeria di Aubusson uscirono pittori come Francis Ruby de Faureix e Etienne de La Seiglière de La Cour. François Roby, professore di disegno dal 1742, fornì disegni per l'atelier di Felletin. Si produssero ad Aubusson arazzi con disegni di cineserie e di svaghi campestri. Un particolare tipo di arazzo, di contenute dimensioni e dai disegni minuti, veniva utilizzato per tappezzare poltrone e divani.
Nel 1884 fu creata una École nationale d'art décoratif d'Aubusson (ENAD di Aubusson), di cui divenne direttore, nel 1917, il pittore e incisore Antoine-Marius Martin. L'ENAD partecipò all'Exposition internationale des Arts décoratifs et industriels modernes di Parigi, nel 1925. Nel I930 Elie Maingonnat (I892-I966) fu chiamato alla direzione dell'ENAD che tenne fino al I958. La rinascita della manifattura, tra le due guerre, avvenne anche grazie al contributo di un artista come Jean Lurçat. 
La tappezzeria di Aubusson oggi tesse su cartoni di autori contemporanei, come Marcel Gromaire. La Scuola nazionale superiore d'arte decorativa di Limoges e Aubusson (École nationale supérieure d'art décoratif de Limoges - Aubusson) continua la secolare tradizione.
Un museo dipartimentale, interamente dedicato agli arazzi, espone una collezione di pezzi dei secoli XVII, XVIII e XIX e organizza mostre temporanee, con arazzi tessuti su cartone di artisti di oggi.